# Casse-tête chinois pour le judoka
Casse-tête chinois pour le judoka est un film d'aventure et d'espionnage franco-italo-allemand réalisé par Maurice Labro, sorti en 1968.
C'est le deuxième film ayant pour héros le personnage de Marc Saint-Clair, dit « Le Judoka », après Le Judoka, agent secret réalisé par Pierre Zimmer.

## Synopsis
Marc Saint-Clair remporte une médaille lors d'un tournoi de kendo à Tokyo, qu'il offre comme porte-bonheur à son ami américain Clyde Garland. En tant que pilote d'avion, Clyde accompagne en mission secrète un agent de la C.I.A., Finn, pour survoler la Chine et enquêter sur un bombardier supersonique. En l'absence de Clyde, Marc entame une liaison avec Jennifer, sa petite amie, avant d'apprendre la disparition de l'avion. Pris de remords, Marc part pour Hong Kong afin de retrouver Clyde et va se confronter à la puissante secte des Dragons Noirs.

## Fiche technique
- Titre : Casse-tête chinois pour le judoka
- Titre italien : Ore violente
- Titre allemand : Die sieben Masken des Judoka
- Réalisation : Maurice Labro, assisté de Michel Wyn
- Scénario : Maurice Labro, Jean Meckert d'après le roman Le judoka dans l'enfer[1] de Ernie Clerk
- Musique : Antoine Duhamel, Von Tylenen
- Coordinateur des combats et des cascades : André Cagnard de l'équipe Claude Carliez
- Production : Jean-Claude Burger, Les Films Corona
- Genre : Film d'action, Film d'aventure
- Durée : 104 minutes
- Dates de sortie :
  - Allemagne de l'Ouest : 22 décembre 1967
  - France : 9 février 1968
  - Italie : 23 juin 1968

## Distribution
- Marc Briand (VF : Jean Fontaine) : Marc Saint-Clair alias « Le judoka »
- Marilù Tolo (VF : Jacqueline Porel) : Jennifer Morgani
- Maria Minh (VF : Tamilah Mesbah) : Sutchuen
- Paolo Tiller (VF : Edward Meeks) : Clyde Garland
- Heinz Drache (VF : Edmond Bernard) : Reginald Finn / le colonel von Sturm
- François Maistre (VF : lui-même) : von Schpuntz alias « Le Dragon noir »
- André The Giant (VF : Georges Aminel) : Novak (crédité "Le Grand Ferré")
- Adaly Bayle : Alice (non créditée)